# إريكا
إريكا (بالبرتغالية: Érika Cristiano dos Santos) هي عارضة ولاعبة كرة قدم برازيلية، ولدت في 4 فبراير 1988 في ساو باولو في البرازيل. شاركت مع منتخب البرازيل تحت 20 سنة للسيدات لكرة القدم ومنتخب البرازيل لكرة القدم للسيدات. أما مع النوادي، فقد لعبت مع باريس سان جيرمان للسيدات وباريس سان جيرمان ونادي سانتوس.

## وصلات خارجية
- إريكا على موقع الاتحاد الدولي (مؤرشف)  (الإنجليزية)
- إريكا على موقع الاتحاد الأوربي (الإنجليزية)
- إريكا على موقع قاعدة بيانات كرة القدم.إي يو (الإنجليزية)
- إريكا على موقع Soccerway.com (الإنجليزية)
- إريكا على موقع أوليمبيديا (الإنجليزية)
- إريكا على موقع اللجنة الأولمبية البرازيلية (البرتغالية)